# Rebanador de huevo

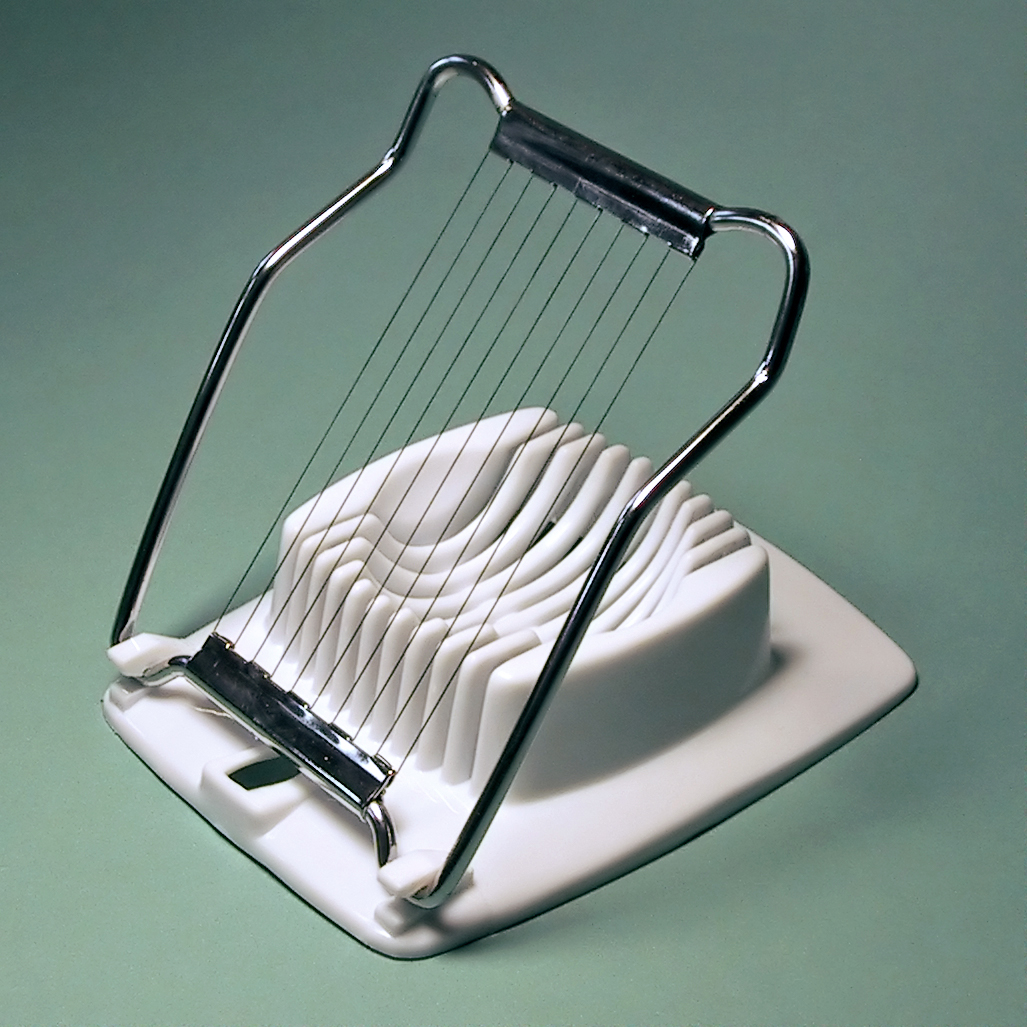
Rebanador de huevo construido de plástico.

Un rebanador de huevo es un utensilio de cocina empleado para sacar rodajas de igual grosor de los huevos cocido. Las rodajas pueden emplearse fácilmente en un bocadillo, en una ensalada o como decoración de cualquier otro plato. El primer rebanador fue registrado en 1911 y hecho en Berlín, Alemania.

## Características
Un rebanador se compone de dos partes, la parte fija es la que suele contener el huevo cocido para que sea rebanado y que es una especie de receptáculo cóncavo que suele ser de plástico, aluminio o acero, con unas ranuras alargadas igualmente separadas. La parte móvil superior contiene unos hilos metálicos que son los encargados de cortar el huevo ubicado en el receptáculo en rebanadas. Si se desea hacer un picado más fino se gira el huevo rebanado y se repite la operación, de esta forma se pueden hacer por ejemplo cubos.
para hacer su uso más apropiado es necesario, que los huevos queden a su punto (bien cocido)-o si no se desarmara y se nos echara a perder las demás rodajas.